# 브렘가르텐 바이 베른
브렘가르텐 바이 베른(독일어: Bremgarten bei Bern)은 스위스 베른주의 베른-미텔란트구에 있는 자치체이다.

## 역사

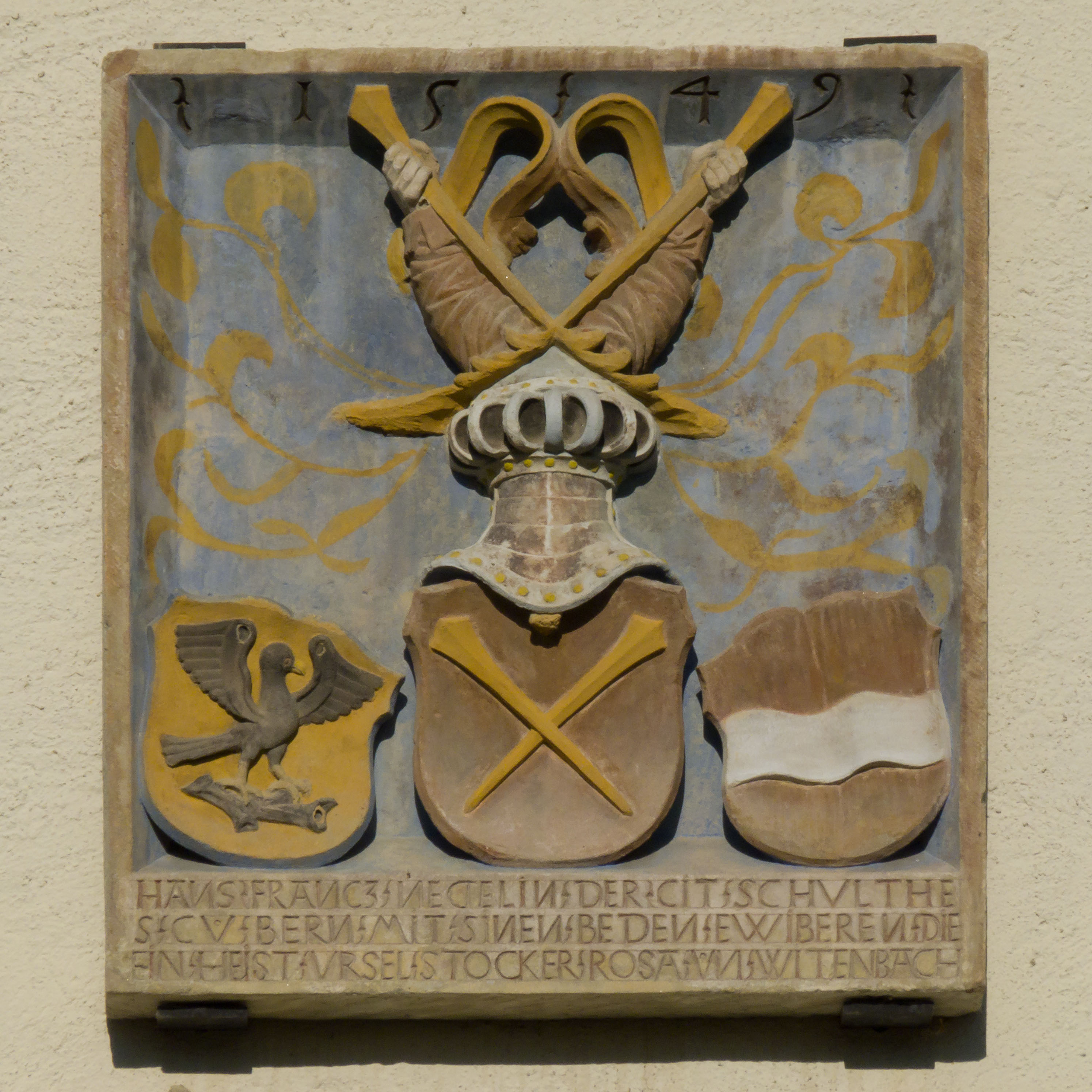
슐테히센 한스 프랑츠 내겔리 (1497년-1579년)와 그의 두 아내 우르셀 스토케르와 로사 폰 비텐바흐의 브렘가르트르텐성 문장

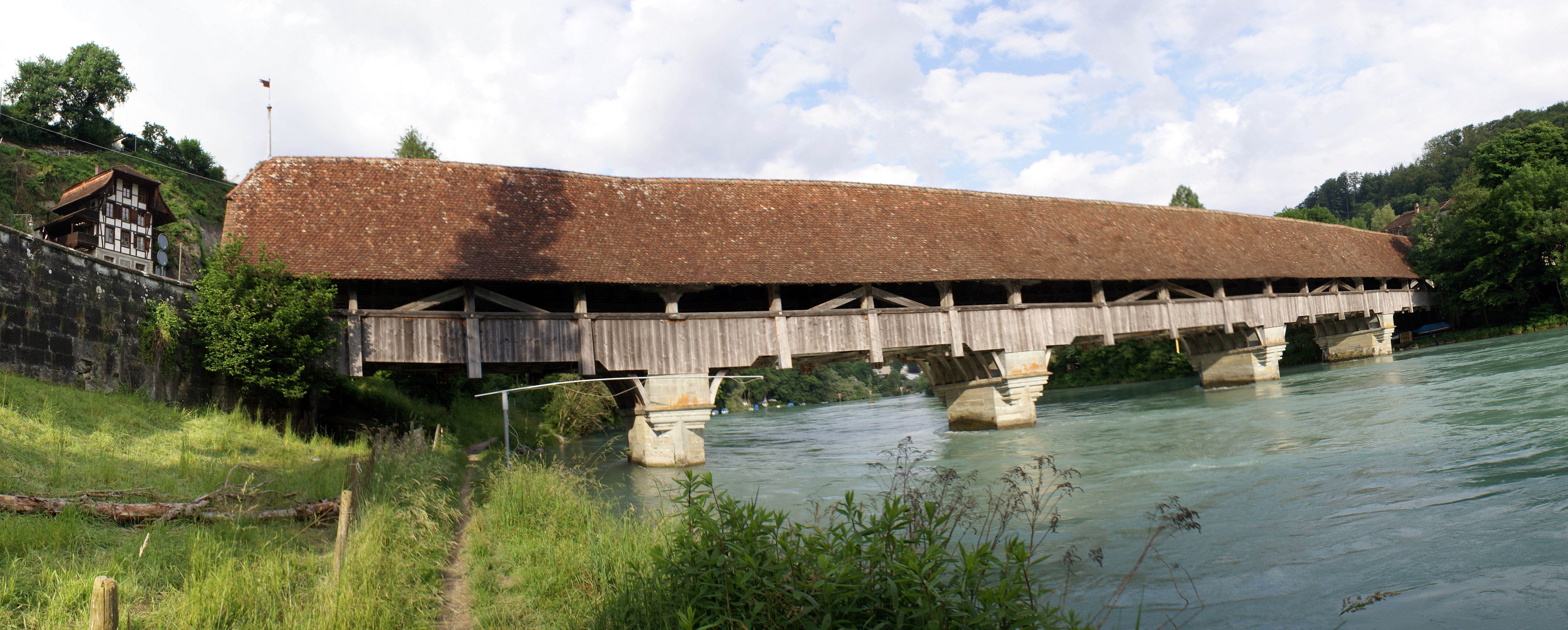
노이브뤼그는 1466년에 브렘가르텐의 아레강을 지나는 페리를 대체하기 위해 건설되었다.

브렘가르텐 바이 베른은 1180년에 Bremecart로 처음 언급되었다. 1236년에는 브렘가르텐으로 언급되었으며, 1870년까지는 브렘가르텐 영지로 알려졌다.
브렘가르텐에서 가장 오래된 정착지의 흔적은 로마 시대의 것이며, 정착지, 자갈길 및 로마 동전을 포함한다. 중세 시대에는 브렘가르텐에 성과 마을이 있었지만, 흔적은 남아 있지 않다. 그러나 1978년 고성의 외벽이 발견되었다. 브렘가르텐 영주의 고향인 성은 아레 반도의 좁은 지점에 있었다. 성은 아레강을 따라 적어도 보르블라우펜에서 키르 칠린다흐까지 뻗어 있는 남작령의 중심지였다. 브렘가르텐 가문의 개인 교회인 성 미카엘 교회는 10세기나 11세기에 지어졌고, 1306년에 합창단이 재건되었지만, 1275년에 처음 언급되었다.
1298년, 도시와 성은 도네르뷜 전투에서 베른이 승리한 후 베른에 의해 파괴되었다. 1306년, 브렘가르텐의 영주는 그들의 토지, 권리 및 페리를 뮌헨부흐제의 구호기사단 사령부에 매각했다. 사령부 아래에서 마을과 성이 재건되었고, 성은 지휘관의 자리가 되었다. 1510년에 브렘가르텐의 땅은 영지로 유지하기 위해 슈투키하우스 영지에 매각되었다. 개신교 종교개혁 이후 1529년에 사령부가 세속화되었고, 그 땅은 베른의 일부가 되었다. 뮌헨부흐제 사령부의 마지막 사령관은 남은 생애 동안 브렘가르텐성으로 은퇴했다. 브렘가르텐은 촐리코펜의 고등 법원에 배정되었다. 브렘가르텐 남작의 일부였던 땅의 대부분은 새로운 지자체를 형성하기 위해 분할되었다. 1545년 베른은 마을과 하급 법원을 슐타이스 한스 프란츠 나겔리에게 매각했다. 그는 성곽과 외벽을 제외하고는 오래된 성을 허물고 르네상스 양식의 시골 저택을 지었다. 다음 세기에 걸쳐 성과 토지는 베른의 귀족 가문에 의해 반복적으로 상속, 매매되었다. 1579~92년에는 브루커 가문, 1592~1727년에는 킬히베르커, 1727~43년에는 드 세밀레레, 1743~61년에는 폰 바텐빌, 1761~65년에는 피셔 폰 라이헨바흐가 보유했다. 1743-47년 중세 성채와 성벽, 바로크 양식의 여름 궁전을 만들기 위해 성의 일부가 파괴되었다. 1765년부터 새로운 소유주인 알브레히트 폰 프리싱은 많은 세입자와 장인들이 성을 재건하는 것을 돕기 위해 브렘가르텐에 정착하도록 격려했다. 1780년까지 프로젝트가 완료되었고, 성은 완전히 재건되었다. 그는 성 주변에 넓은 안뜰과 정원을 만들기 위해 성 언덕을 쌓고 평평하게 만들었다. 1770-71년에 벨베데레(프리드리히 폰 루터나우)와 아르벨(루돌프 알브레히트 할러)의 시골 영지가 브렘가르텐에 세워졌다.
19세기 동안 브렘가르텐성은 1918년 부유한 기업가 바서머 가문이 인수할 때까지 자주 주인이 바뀌었다. 그들은 성을 수리했고, 1978년에 완전히 복원했다.
1798년 프랑스 침공 후 헬베티아 공화국 아래에서 브렘가르텐은 시의회를 승인받았고 베른 지구의 일부가 되었다. 브렘가르텐에서 아레강을 가로지르는 첫 번째 다리는 1466년에 지어진 노이브뤼크였다. 그러나 이 도시는 20세기까지 베른으로 이어지는 주요 도로에서 고립되어 있었다. 1921년에 노이브뤼크 옆에 훨씬 더 큰 제프타우슈테크 다리가 건설되었다. 그 뒤를 1928년에 펠제나우브뤼케가 군대에 의해 1929년에 목조 다리로 건설되었고, 1949년에 포장 콘크리트로 만든 단단한 웹거더 다리로 재건되었다.
이 도시는 만성적으로 자금이 부족하여 1925년, 1934년 및 1945년에 베른에 통합되기를 원했다. 1950년대의 건물 붐은 도시의 많은 재정 문제를 완화하는 데 도움이 되었다. 산업 개발이 거의 이루어지지 않은 브렘가르텐은 노동 인구의 80% 이상이 베른으로 통근하는 베른의 침실 커뮤니티로 남아 있다.

## 지리
브렘가르텐 바이 베른의 면적은 1.9k㎡이다. 이 면적 중 0.61k㎡ (31.9%)가 농업용으로 사용되는 반면 0.31k㎡ (16.2%)는 삼림으로 사용된다. 나머지 토지 중 0.87k㎡ (45.5%)가 정착(건물이나 도로), 0.08k㎡ (4.2%)가 강 또는 호수이고, 0.01k㎡ (0.5%)는 불모지이다.
건설 면적 중 주택과 건물이 35.1%, 교통 기반 시설이 7.3%, 공원, 녹지 및 운동장이 2.1%를 차지했다. 산림면적은 전체 면적의 12.6%가 삼림이 무성하고, 3.7%가 과수원이나 작은 나무 군락으로 덮여 있다. 농경지 중 21.5%는 작물 재배에 사용되며, 8.9%는 목초지이며, 1.6%는 과수원이나 포도나무 작물에 사용된다. 시정촌의 모든 물은 흐르는 물이다.
시정촌은 아레강의 우안에 베른 광역권에 위치하고 있다. 브렘가르텐 바이 베른 마을과 제프타우-렌들리, 에센브룬마트, 칼하커, 슈투키스하우스-노이브루크 및 뷘다커 이웃 마을로 구성된다.
2009년 12월 31일에 시정촌의 이전 지구인 베른구가 해산되었다. 다음 날 2010년 1월 1일에 새로 설립된 베른-미텔란트구에 합류했다.

## 인구통계

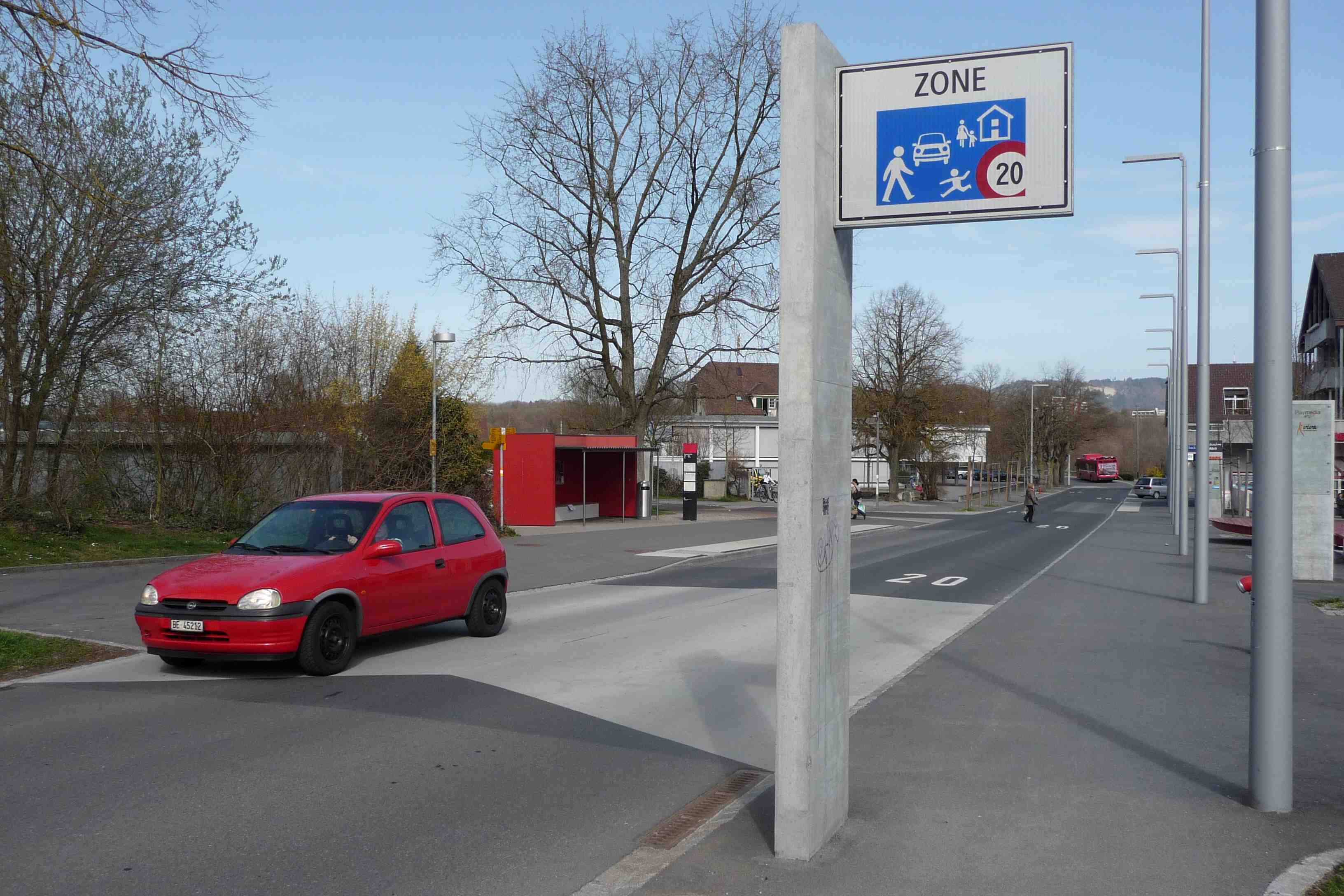
브렘가르텐은 칼하허스트라세

2020년 12월 기준, 브렘가르텐 바이 베른의 인구는 4,340명이다. 2010년 기준으로 인구의 8.8%가 거주하는 외국인이다. 2000년부터 2010년까지 지난 10년 동안 인구는 10.9%의 비율로 변화했다. 이주는 10.5%, 출생과 사망은 0.6%를 차지했다.
2000년 기준, 대부분의 인구인 3,508명(92.3%)이 독일어를 모국어로 사용하고, 프랑스어가 75명(2.0%)으로 두 번째로 많이 사용하고, 이탈리아어가 41명(1.1%)으로 세 번째로 사용된다. 로만슈어를 구사하는 사람이 1명 있다.
2008년 기준으로 인구는 남성 47.2%, 여성 52.8%이다. 인구는 1,788명의 스위스 남성(42.6%)과 193명의 비스위스계 남성(4.6%)으로 구성되었다. 스위스 여성은 2,035명(48.5%), 비스위스계 여성은 177명(4.2%)이었다. 시정촌 인구 중 622명(16.4%)이 브렘가르텐 바이 베른에서 태어나 2000년에 그곳에서 살았다. 같은 주에서 태어난 1,836명(48.3%)이 있었고, 다른 곳에서 태어난 777명(20.4%)이 있었다. 스위스에서, 그리고 461명(12.1%)가 스위스 밖에서 태어났다.
2010년 기준으로 아동·청소년(0~19세)이 20.3%, 성인(20~64세)이 58.6%, 노인(64세 이상)이 21.1%를 차지한다.
2000년 기준으로 시구정촌에 미혼이거나, 독신인 사람은 1,382명이다. 기혼자는 2,031명, 미망인은 206명, 이혼한 사람은 183명이었다.
2000년 기준 1인 가구는 427가구, 5인 이상 가구는 85가구이다. 2000년에는 총 1,572채(전체의 94.0%)가 상설 임대되었고, 80채(4.8%)가 계절적으로, 20채(1.2%)가 비어있었다. 2010년 기준 신규주택 건설률은 인구 1000명당 4.1세대였다. 2011년 시정촌 공실률은 1.76%였다.
역사적 인구는 다음 차트에 나와 있다.

## 국가중요문화재
성은 국가적으로 중요한 스위스 문화 유산으로 등록되어 있다. 브렘가르텐 주변 지역은 스위스 유산 목록의 일부이다.
1528년 개신교 종교개혁 당시, 구호기사단의 뮌헨부히제 사령부의 마지막 사령관인 페터 엥글리스베르크는 사령부의 세속화를 지원하고, 보상으로 브렘가르텐성을 받았다.
스위스 화가 리코는 그의 부모 막스와 틸리 바스머가 유명한 시인, 화가, 작곡가와 함께 호화로운 파티를 열었던 성에서 자랐다. 헤르만 헤세는 단편소설 '동방 여행'에서 분위기를 묘사했다.

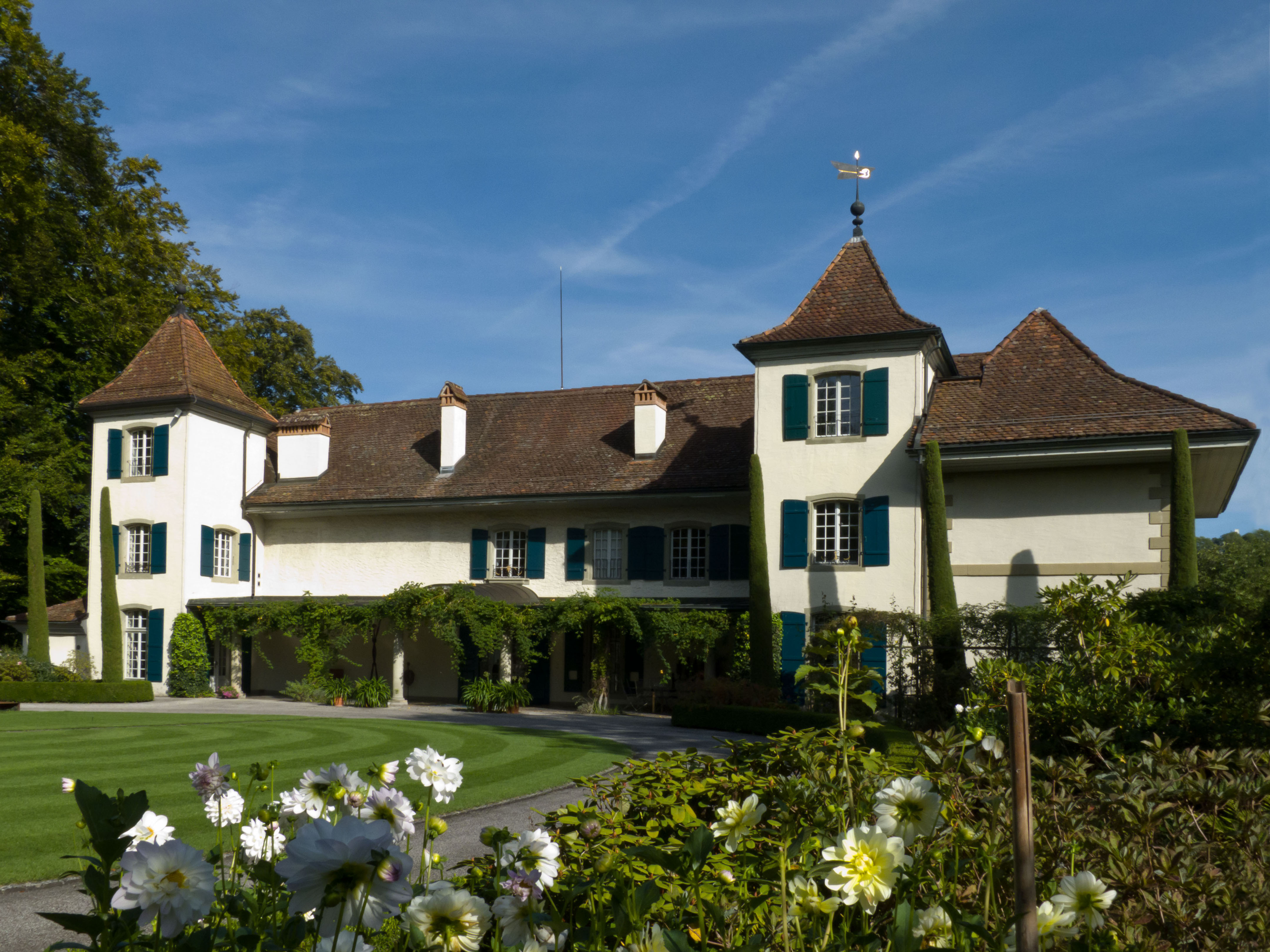
브렘가트텐성
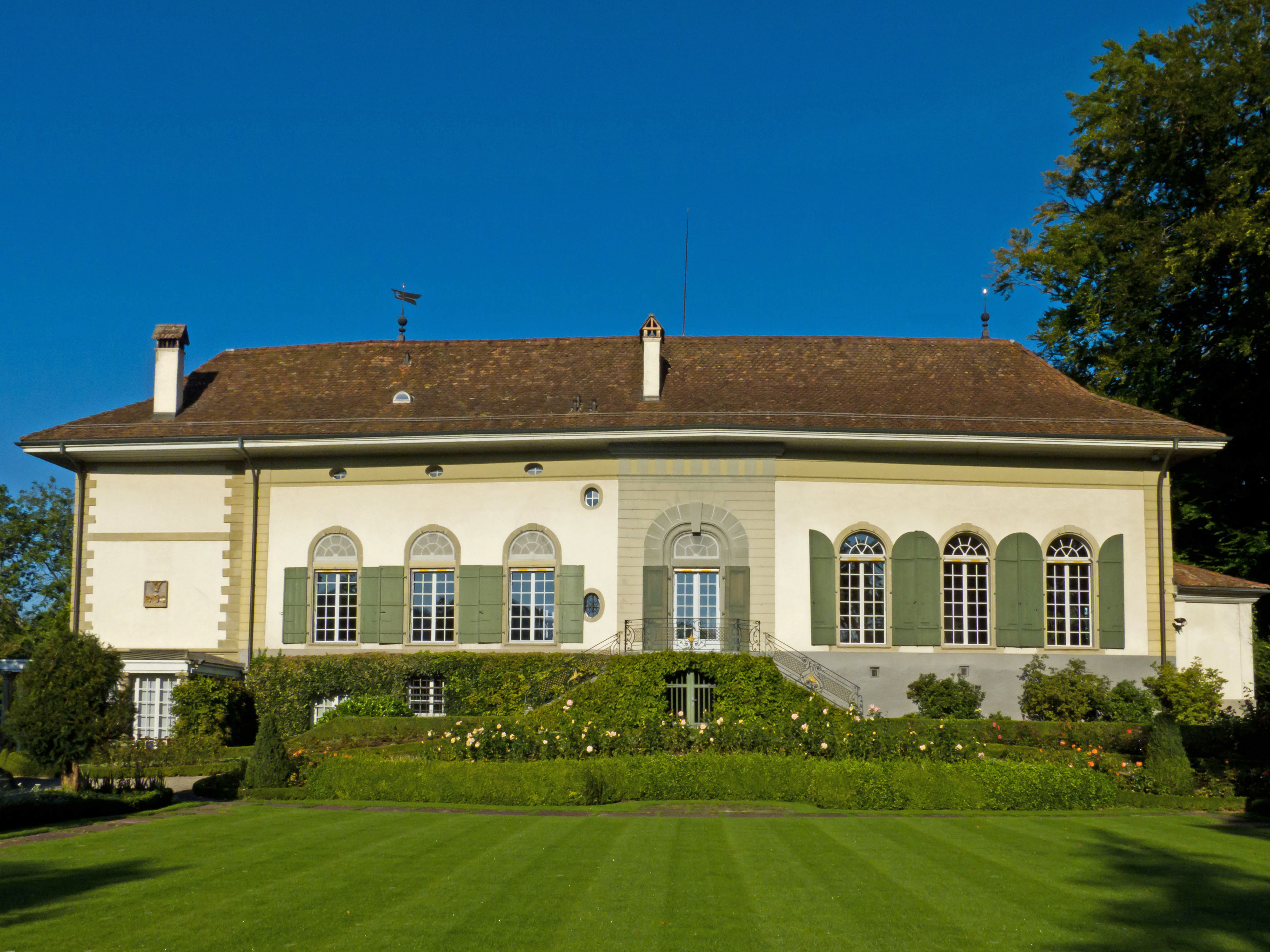
브렘가르텐성의 정원 전면부
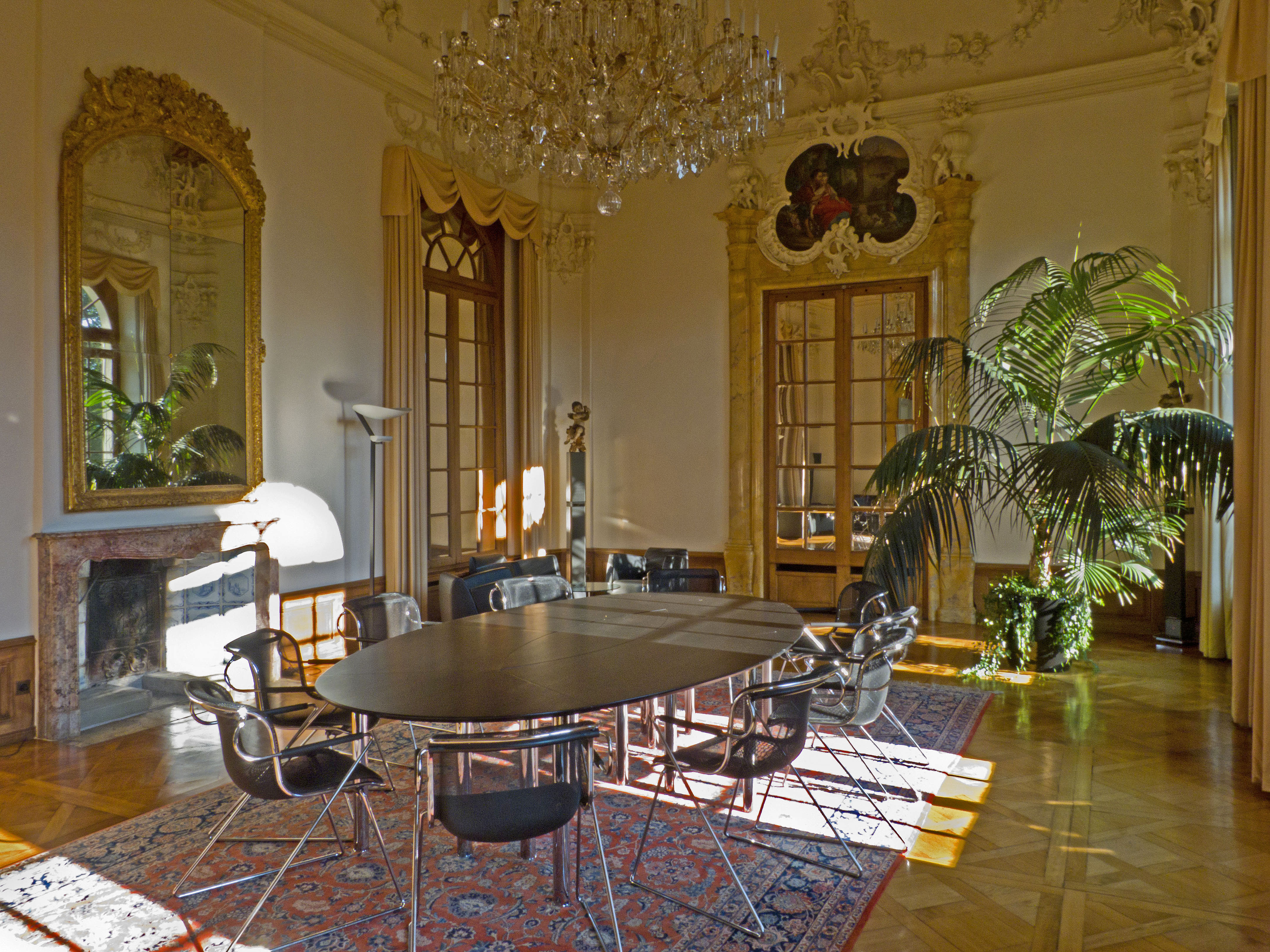
브렘가르텐성의 로코홀

## 종교
2000년 인구 조사에서 로마 가톨릭 신자는 649명(17.1%)이었고, 스위스 개혁 교회는 2,440명(64.2%) 이었다. 나머지 인구 중 정교회 교인 이 27명(0.71%), 크리스찬 가톨력 교회 교인이 8명(0.21%), 134명이 있었다. 다른 기독교 교회에 속한 개인(3.52%). 유대인은 8명(0.21%)이었고, 이슬람교는 56명(1.47%)이었다. 불교는 11명, 힌두교는 26명, 다른 교회에 속한 3인이 있었다. 396명(10.42%)이 교회에 속하지 않고, 불가지론자 또는 무신론자이며, 108명(2.84%)이 질문에 대답하지 않았다.

## 정치
2011년 연방 선거에서 가장 인기 있는 정당은 22.3%의 득표율을 기록한 SPS였다. 그 다음으로 가장 인기 있는 3개 정당은 SVP (17.9%), BDP당 (15.2%), 녹색당 (14.6%)이었다. 이번 연방 총선에서는 총 2,017표가 나왔고, 투표율은 63.6%였다.

## 경제
2011년 현재 브렘가르텐 바이 베른의 실업률은 1.3%이다. 2008년 현재, 시정촌에는 총 550명이 고용되어 있다. 이 중 1차 경제 부문에 16명이 고용되었고, 이 부문에 약 5개 기업이 참여했다. 34명이 2차 부문에 고용되었고, 이 부문에 9개의 기업이 있었다. 500명이 3차 부문에 고용되었으며, 이 부문에는 106개의 기업이 있다.
2008년에는 총 378개의 정규직에 상응하는 일자리가 있었다. 1차 부문의 일자리 수는 10개였으며, 모두 농업에 종사했다. 2차 부문의 일자리 수는 30개로 그중 4개(13.3%)가 제조업, 26개(86.7%)가 건설업이었다. 3차 부문의 일자리 수는 338개였다. 3차 부문의 경우 61개(18.0%)는 도소매 또는 자동차 수리업, 9개(2.7%)는 호텔 또는 레스토랑, 19개(5.6%)는 정보업, 6개(1.8%)는 보험 또는 금융업, 39개(11.5%)는 기술 전문가 또는 과학자, 43개(12.7%)는 교육 분야, 70개(20.7%)는 의료 분야에 있었다.
2000년 기준으로 시정촌으로 출퇴근하는 근로자는 253명, 출퇴근 근로자는 1,654명이었다. 지자체는 근로자의 순수출 지자체이며, 1명이 들어올 때마다 약 6.5명의 근로자가 지자체를 떠나고 있다. 근로 인구의 40.8%가 출퇴근을 위해 대중교통을 이용했고, 38.5%가 자가용을 이용했다.

## 교육
브렘가르텐 바이 베른에서는 인구의 약 1,560명(41.0%)이 필수가 아닌 고등 중등 교육을 이수했으며, 893명(23.5%)이 추가 고등교육(대학 또는 응용학문대학)을 마쳤다. 고등교육을 마친 893명 중 66.5%가 스위스 남성, 27.1%가 스위스 여성, 4.0%가 비스위스계 남성, 2.4%가 비스위스계 여성이었다.
베른주 학교 시스템은 1년의 의무 없는 유치원, 6년의 초등학교를 제공한다. 이후 3년 동안의 의무적 중학교 과정을 거쳐 학생을 능력과 적성에 따라 구분한다. 중학교 이하 학생들은 추가 학교에 다니거나 견습생으로 들어갈 수 있다.
2009-10학년도 동안 총 430명의 학생들이 브렘가르텐 바이 베른의 수업에 참석했다. 시정촌에는 총 69명의 학생이 있는 4개의 유치원 수업이 있었다. 유치원생 중 10.1%는 스위스의 영주권 또는 임시 거주자(시민권 아님)였으며, 10.1%는 교실 언어와 다른 모국어를 사용한다. 지자체에는 13개의 초등 학급과 251명의 학생이 있었다. 초등학생 중 11.6%는 스위스의 영주권 또는 임시 거주자(시민권 아님)였으며, 12.0%는 교실 언어와 다른 모국어를 사용한다. 같은 해에 총 110명의 학생이 있는 6개의 중등 학급이 있었다. 스위스 영주권자 또는 임시 거주자(시민권 아님)가 5.5%이고 13.6%가 교실 언어와 다른 모국어를 사용한다.
2000년 현재, 브렘가르텐 바이 베른에는 다른 지자체에서 온 11명의 학생이 있었고, 223명의 거주자는 지자체 외부의 학교에 다녔다.